# Динги
Ди́нги (от англ. dinghy) — в общем случае малая шлюпка, тузик, длиной около трёх метров и вместительностью один-два человека (в редких случаях — три).
Динги предназначается для перевозки людей, небольших предметов с судна на берег или между судами.

## Описание
Компактность тузика обусловлена необходимостью поднимать его на борт судна небольшого размера, обычно от 12 до 20 м. Суда большей длины могут использовать полноразмерные шлюпки, поэтому на них тузики или динги, как правило, не используются.
В силу своих малых размеров динги чаще всего имеют упрощённую безнаборную конструкцию и остроскулые обводы, а изготавливаются из фанеры или пластика.
Тузик (динги), оснащённый парусным вооружением, представляет собой наиболее доступное средство для занятий парусным спортом. В таком качестве они получили распространение после окончания Второй мировой войны, когда был создан ряд проектов, изначально предназначенных для спортивных целей, и впоследствии получивших широкое распространение. К их числу относятся швертботы «Кадет», «Оптимист», «ОК-Динги», «Миррор-Динги», «Снайп».
Как правило, динги — швертбот, то есть лодка, оснащённая выдвигающимся плавником-швертом, противодействующим сносу яхты под ветер. Возможность убирать шверт нужна для прохода по мелководью или причаливанию к берегу.
Парусное вооружение динги в основном простейших типов: кэт (бермудский или рейковый) или шлюп (бермудский, гуари).
В силу своих малых размеров динги — типичная картоп-лодка, то есть лодка, которую можно перевозить на верхнем багажнике легкового автомобиля.
Динги не обладают высокими мореходными или ходовыми качествами. Их использование ограничивается плаванием в закрытых или внутренних водоёмах в условиях хорошей погоды и на небольшом удалении от берега. Также на борту динги сложно найти какой-либо комфорт, часто на них нет даже банок (сидений) и экипаж размещается, сидя на днище или бортах. Все эти неудобства окупаются малой стоимостью, лёгкостью и простотой управления.

### Название
В период расцвета их популярности термин «динги» стал использоваться в русском языке в значении «маленький спортивный швертбот». Термином «тузик» продолжали называть преимущественно гребные лодки. Тем не менее, для парусных лодок длиной от 4 м правильнее использовать термин швертбот.

## Динги в СССР и РФ
В СССР в промышленных количествах производились швертботы-динги классов «Оптимист», «Кадет» и «Луч». Кроме того, лёгкие швертботы строили самодельщики-любители.
В настоящее время в РФ швертботы, которые можно отнести к динги, практически не производятся, так как верфи в основном используют пластик, а этот материал позволяет по той же стоимости выпускать более современные корпуса больших размеров. Тем не менее, самодеятельная постройка динги сохранила свою актуальность, потому что такие швертботы хорошо подходят для закрытых водоёмов, могут перевозиться на верхнем багажнике легкового автомобиля и храниться в гараже. Кроме того, постройка динги — это великолепная возможность для обучения постройке лодок.